# Coala
O Coala (nome científico: Phascolarctos cinereus) é um mamífero marsupial herbívoro arbóreo nativo da Austrália. É o único representante existente da família Phascolarctidae e seus parentes vivos mais próximos são os vombates, que são membros da família Vombatidae. O coala é encontrado em áreas costeiras das regiões leste e sul do continente, habitando Queensland, Nova Gales do Sul, Vitória e Austrália do Sul. É facilmente reconhecível por seu corpo robusto e sem cauda, uma cabeça grande com orelhas redondas e macias, e um nariz grande em forma de colher. O coala tem um comprimento de corpo de 60 a 85 cm (24 a 33 pol) e pesa de 4 a 15 kg (9 a 33 lb). A cor do pelo varia de cinza prateado a marrom chocolate. Os coalas das populações do norte são tipicamente menores e de cor mais clara do que seus pares localizados mais ao sul. Essas populações possivelmente são subespécies separadas, mas isso é contestado.
Os coalas normalmente habitam florestas abertas de eucalipto, e as folhas dessas árvores compõem a maior parte de sua dieta. Como essa dieta de eucalipto tem conteúdo calórico e nutricional limitado, os coalas são sedentários e dormem até 20 horas por dia. Eles são animais sociais e o instinto existe apenas entre mães e filhos dependentes. Os machos adultos se comunicam com foles altos que intimidam rivais e atraem parceiras. Os machos marcam sua presença com secreções das glândulas odoríferas localizadas em seus peitos. Sendo marsupiais, os coalas dão à luz jovens subdesenvolvidos que se arrastam para as bolsas de suas mães, onde ficam pelos primeiros seis a sete meses de suas vidas. Esses jovens coalas são totalmente desmamados por volta de um ano de idade. Os coalas têm poucos predadores e parasitas naturais, mas são ameaçados por vários patógenos, como as bactérias Chlamydiaceae e o retrovírus do coala.
Os coalas foram caçados por aborígenes australianos e retratados em mitos e artes rupestres por milênios. O primeiro encontro registrado entre um europeu e um coala foi em 1798, e uma imagem do animal foi publicada em 1810 pelo naturalista George Perry. O botânico Robert Brown escreveu a primeira descrição científica detalhada do coala em 1814, embora seu trabalho permaneça inédito por 180 anos. O artista popular John Gould ilustrou e descreveu o coala, apresentando as espécies ao público britânico em geral. Mais detalhes sobre a biologia do animal foram revelados no século XIX por vários cientistas ingleses. Devido à sua aparência distinta, o coala é reconhecido mundialmente como um símbolo da Austrália. Os coalas são listados como vulneráveis pela União Internacional para Conservação da Natureza. O animal foi caçado incisivamente no início do século XX pelo seu pelo, e abates em larga escala em Queensland resultaram em protestos públicos que iniciaram um movimento para proteger as espécies. Os santuários foram estabelecidos e os esforços de translocação foram transferidos para novas regiões de coalas, cujo habitat havia se fragmentado ou reduzido. Entre as muitas ameaças à sua existência estão a destruição de habitat causada pela agricultura, urbanização, secas e incêndios florestais associados, alguns relacionados à mudança climática.  O aumento da perda de habitat também pode aumentar os riscos do tráfego de veículos, ataques de cães, pesticidas nas vias navegáveis e aumento da competição por alimentos.

## Etimologia
A palavra coala vem do Dharug gula, que significa sem água. Pensou-se ao mesmo tempo, uma vez que não se observava que os animais desciam das árvores frequentemente, que eles eram capazes de sobreviver sem beber água. As folhas do eucalipto têm um alto teor de água, portanto o coala não precisa beber com frequência. Mas a noção de que eles não precisam beber água foi um mito e desmentida posteriormente. Embora a vogal 'u' tenha sido originalmente escrita na ortografia portuguesa como "oo" (em grafias como coola ou koola), foi alterada para "oa", possivelmente com erro. Por causa da suposta semelhança do coala com um urso, muitas vezes era chamado de urso coala, principalmente pelos primeiros colonos. O nome genérico, Phascolarctos, deriva das palavras gregas phaskolos ("bolsa") e arktos ("urso"). O nome específico, cinereus, vem do latim, significando "cinza colorido".

## Distribuição geográfica e habitat

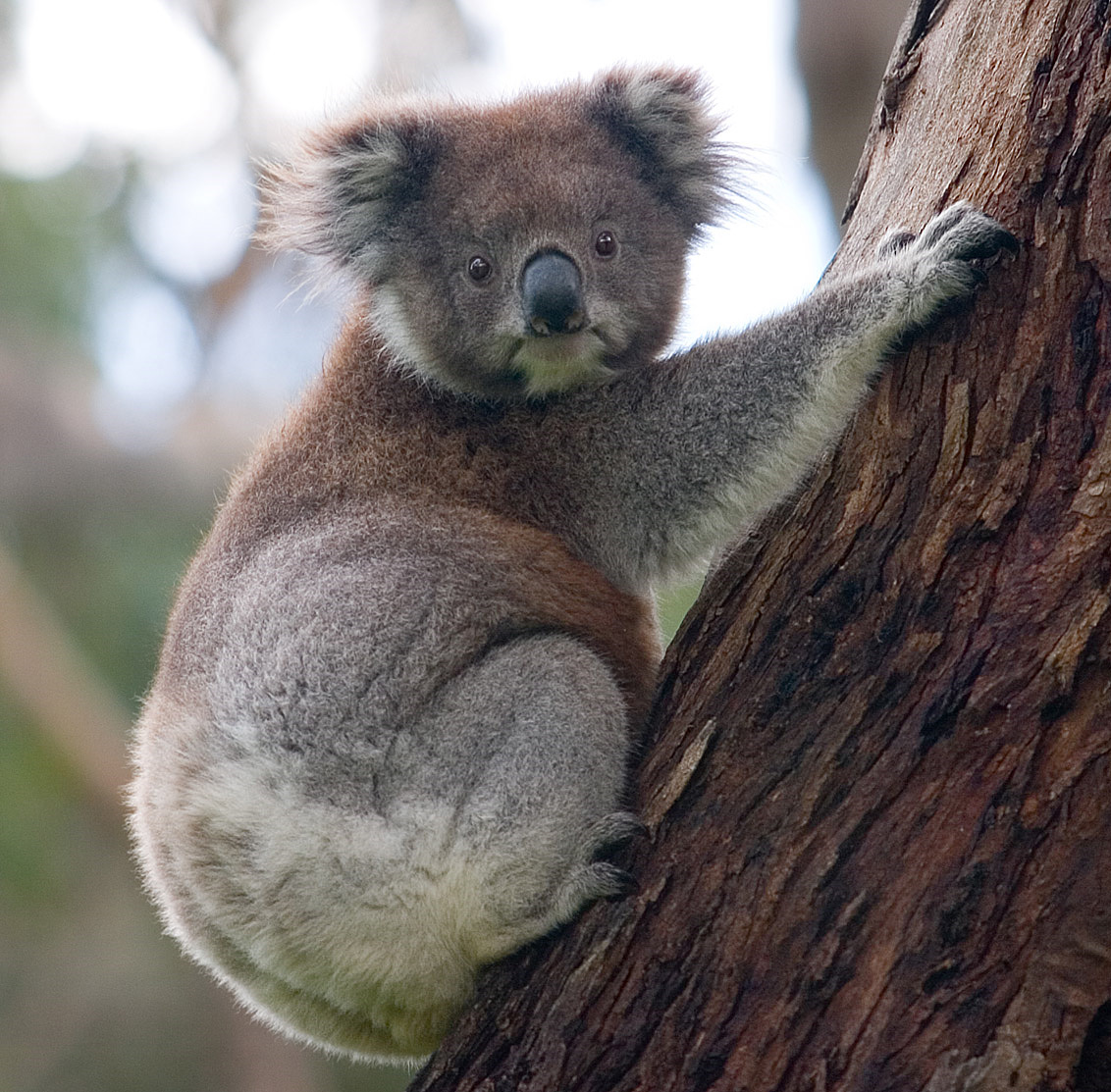
Coala escalando uma árvore

Os coalas são marsupiais que só são encontrados na Austrália, dependendo do sítio onde vivem a sua pelagem adapta-se, nos eucaliptais tropicais do norte a sua pelagem é mais curta acinzentada, e nos eucaliptais temperados do sul a sua pelagem é mais longa e castanha. A sua localização deve-se à separação entre aquele continente e outras massas terrestres antes que os mamíferos placentários pudessem se estabelecer ali. O coala acabou por ser vítima da caça e da destruição do seu habitat florestal. Antes da chegada do colonizadores europeus, em finais do século XVII, este marsupial ocupava uma superfície três vezes mais vasta do que a atual. Este animal foi recentemente introduzido ou reintroduzido em algumas ilhas perto da costa, bem como no interior do país. Estas novas populações foram o fruto de estudos científicos que deram valiosa contribuição para o conhecimento dos comportamentos da espécie.

## Características
O coala tem a cabeça pequena, o focinho curto e os olhos bem separados. O nariz é grosso e achatado, e está munido de grandes narinas em forma de V, com as fossas nasais muito desenvolvidas, que mexem no seu equilíbrio térmico.
Tanto os membros anteriores como os posteriores possuem cinco dedos. O polegar das patas posteriores é bastante pequeno, não sendo dotado de garras. Os outros dedos são fortes e terminam em garras alongadas. Nas patas posteriores, apenas o polegar é oposto aos outros dedos.
A pelagem é densa e sedosa, desempenha papel importante na regulação térmica e na proteção dos agentes atmosféricos. Como o coala não constrói um abrigo, dorme exposto ao sol e à chuva. A pelagem do dorso é muito densa e de uma coloração escura que   absorve o calor. Torna-se mais escassa durante o verão e mais comprida durante o inverno.
Possui um bom equilíbrio e músculos possantes nas coxas, e quando escala uma árvore, a falta de cauda é compensada pelos dedos bastante largos e pelas garras muito desenvolvidas.
O intestino grosso, onde, por meio de fermentação bacteriana, se dá a digestão da celulose, é muito desenvolvido. O ceco, situado no início do intestino grosso, pode atingir 2,5 metros de comprimento. Além disso, possui na parede do estômago uma glândula complexa dita cardiogástrica que desempenha papel importante na digestão. A cloaca tem três funções: serve para o acasalamento, para urinar e defecar.

## Reprodução
A época de reprodução dos coalas dura cerca de quatro meses. Neste período, os machos sexualmente maduros exploram o seu território, atraindo as fêmeas no cio, e enchem o local de marcas odoríferas, emitindo simultaneamente um som semelhante a um mugido. As fêmeas demonstram em geral grande agressividade com relação aos machos, os quais repelem violentamente. O acasalamento, que dura alguns segundos, dá-se em posição vertical sobre um galho de eucalipto.
Depois que terminada a conjunção, os companheiros se separam. O macho não se ocupa do sustento do filhote: tal função compete à fêmea, que só tem uma gestação por ano e geralmente só dá luz a um filhote (muito raramente dois). A gestação dura em média 35 dias.

### Filhote

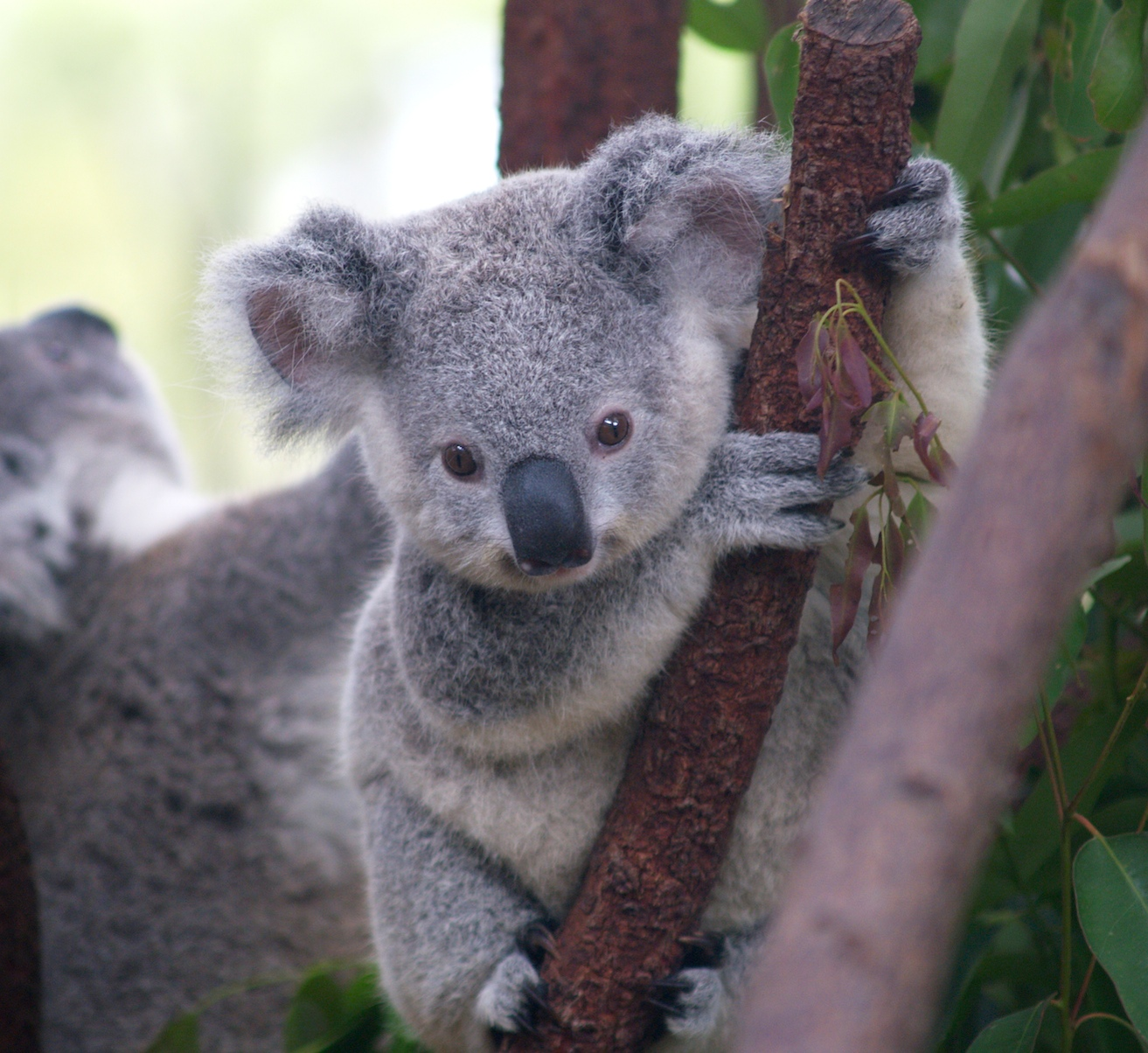
Filhote de coala

O coala é pouquíssimo desenvolvido ao nascer. Pesa apenas 0,5 g e tem menos de 20 mm de comprimento. O corpo é nu, cor-de-rosa e raiado de vasos sanguíneos; os olhos e os ouvidos estão fechados; a boca, as narinas e as patas posteriores são apenas um esboço. Somente as patas anteriores são suficientemente robustas para lhe permitir executar sozinho o fatigante trajeto até a bolsa ventral da genitora e ali permanecer agarrado a uma das duas mamas.
Por volta dos cinco meses e meio, a cria começa a sair do seu tranquilo abrigo, mas não se afasta muito da mãe e, ao primeiro sinal de perigo, torna a entrar ou então emite uma espécie de vagido.
A permanência fora do refúgio vai aumentando e, aos 8 meses, torna-se definitiva. A partir daí, o jovem só enfia a cabeça no marsupial quando tem de mamar. Durante as peregrinações noturnas, a mãe ainda o transporta sobre o dorso.

## Eucalipto

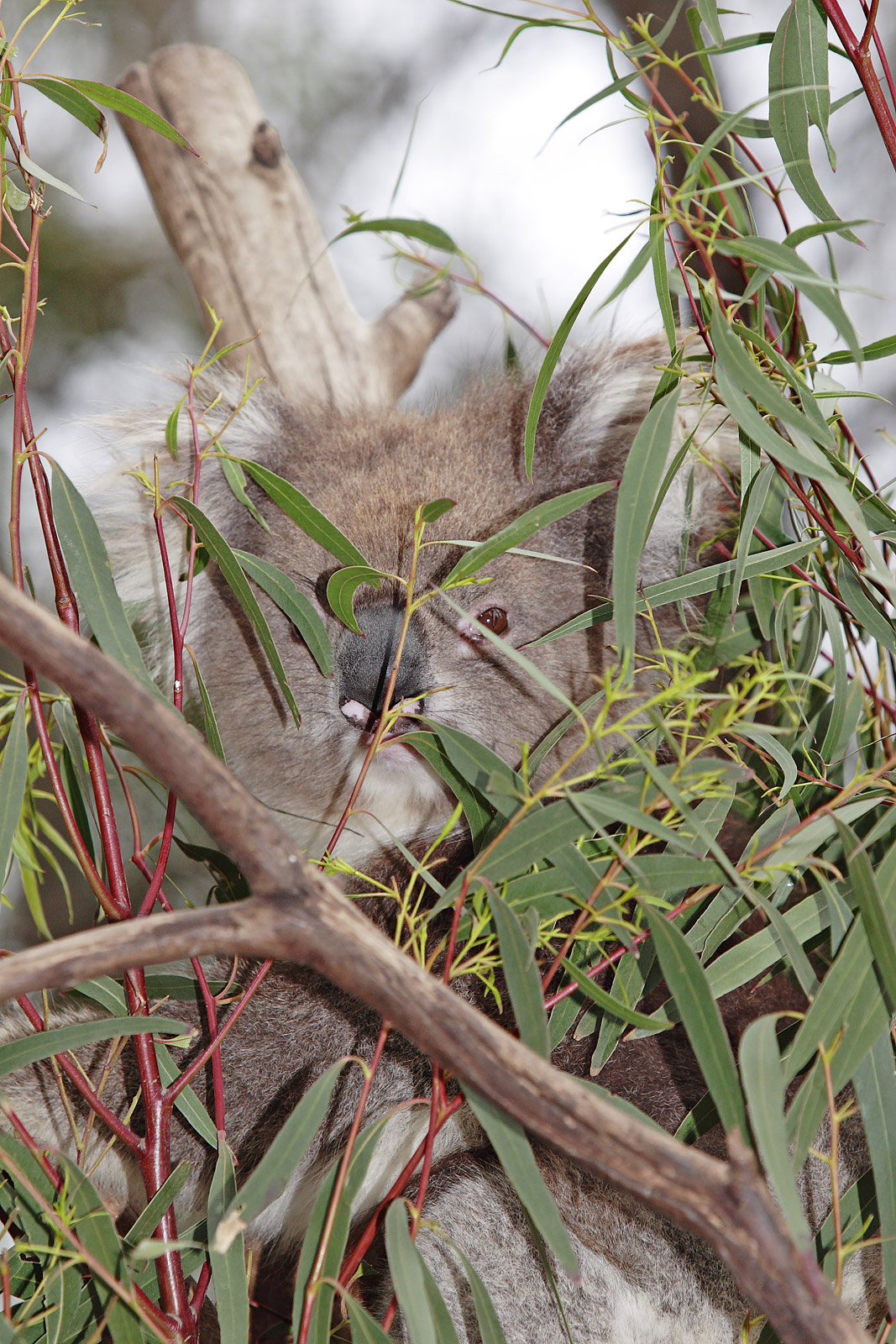
Coala se alimentando de folhas de eucalipto

O coala vive aos pares, subindo em árvores, com atos semelhantes ao da indolente preguiça. Isso lhe valeu o nome de "ursinho-da-austrália". Na língua dos indígenas locais, Koala significa "animal que não bebe". De fato, este marsupial, é bastante abstêmio: mata a sede com apenas o suco oleoso das folhas de eucalipto, praticamente o único vegetal que come.
Na Austrália existem 600 espécies de eucaliptos. Estas árvores são muito importantes para a fauna do continente australiano, e sobretudo para o coala.

## Subespécies

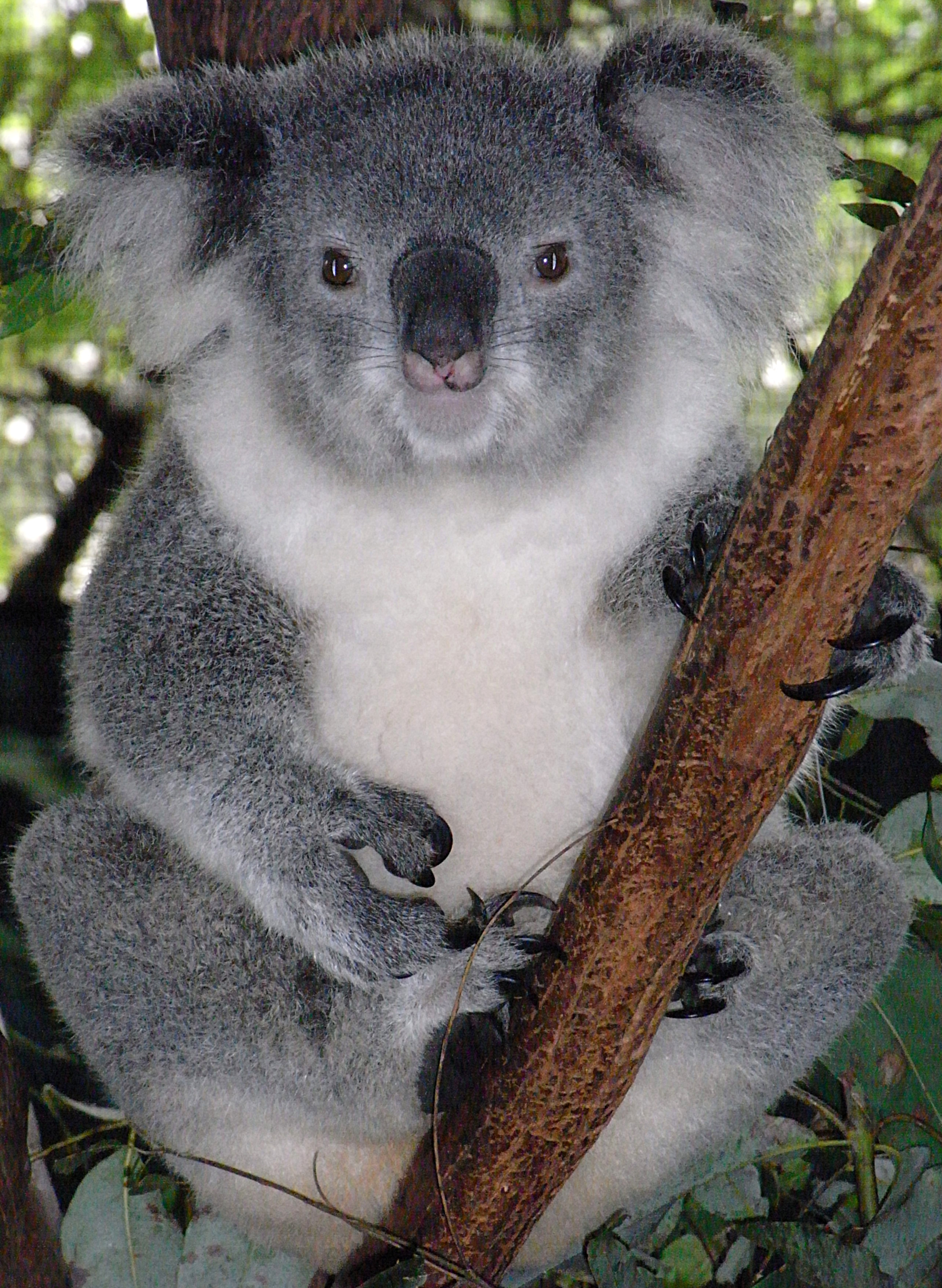
coala cinza fêmea da subespécie Phascolarctos cinereus adustus.

Acredita-se que existem mais de três subespécies de coala, o Phascolarctos cinereus flindersii, o Phascolarctos cinereus adustus e o Phascolarctos cinereus victor.
Os coalas das populações do norte são tipicamente menores e de cor mais clara do que seus pares localizados mais ao sul. Essas populações possivelmente são subespécies separadas, mas isso é contestado.

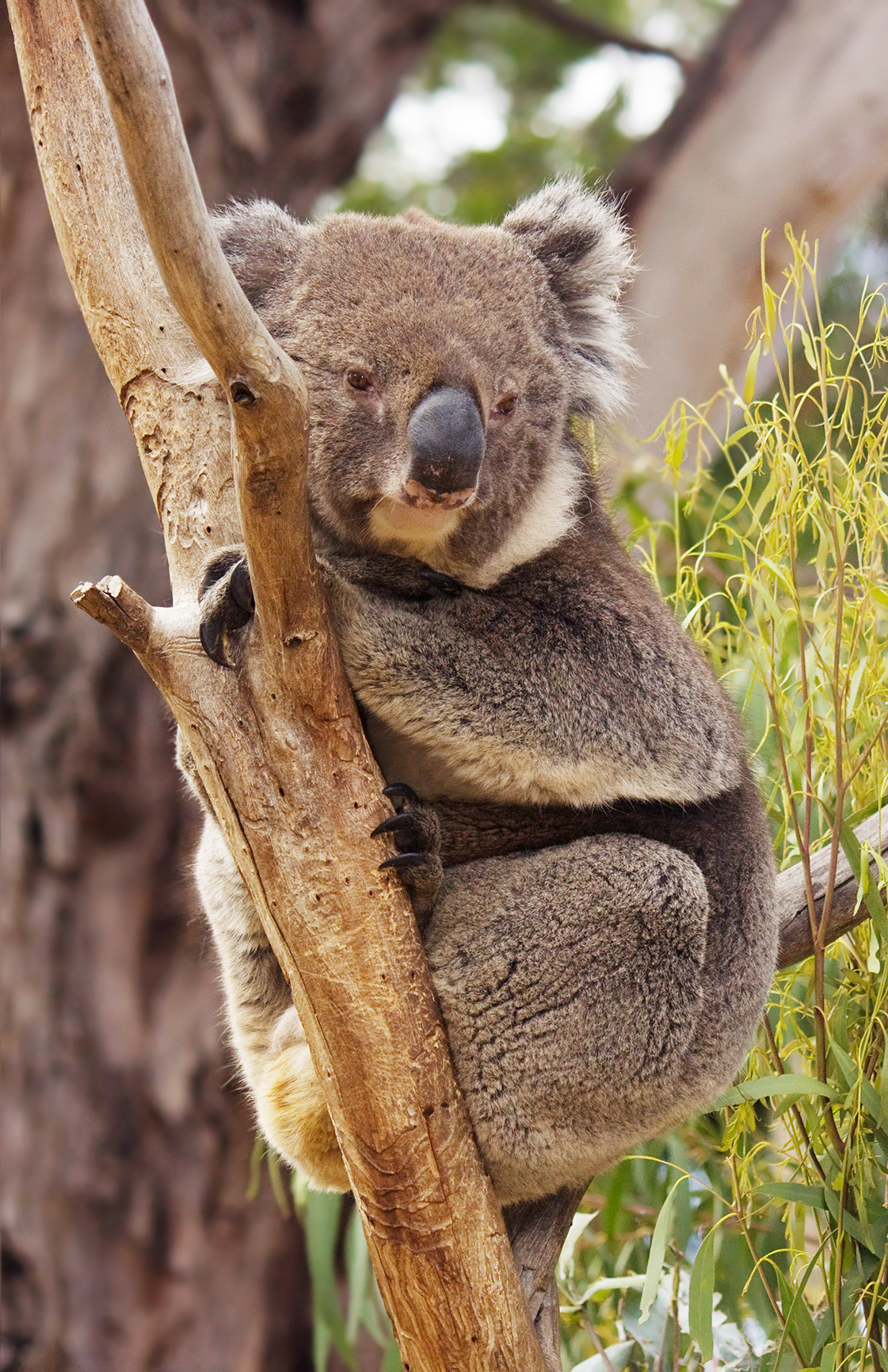
coala marrom macho da subespécie Phascolarctos cinereus victor.

## Predadores

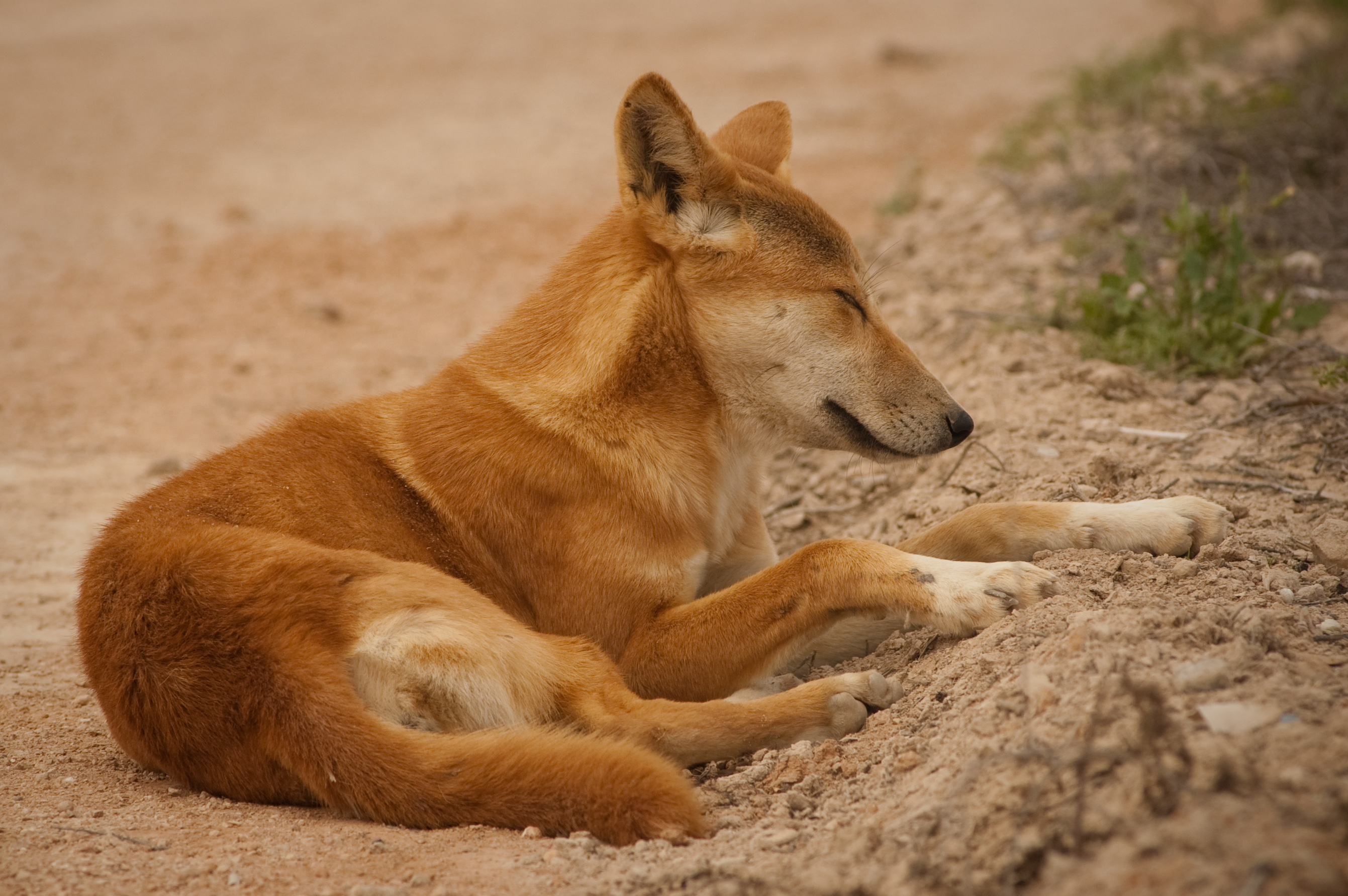
Dingo, um dos predadores semi-naturais do coala.

O coala tem poucos predadores, o diabo da tasmânia e o tilacino (hoje extinto), mas o mais importante predador é o Canis lupus dingo - um cão selvagem - que mata os coalas velhos ou doentes, pois um adulto de boa saúde pode feri-lo gravemente. Os aborígenes caçam tradicionalmente o coala, que é uma presa fácil por causa dos seus hábitos sedentários e devido aos seus movimentos lentos. Quando presente um perigo vindo do solo, o animal tem o costume de se esconder em vez de fugir. O coala é indispensável no regime alimentar dos aborígenes.
Mas atualmente são predados também por gatos e raposas-vermelhas, que conseguiram se adaptar para uma vida mais árborea e conseguindo assim predar coalas e outros marsupiais.